# Gorebridge
Gorebridge is een plaats en voormalig mijnstadje in het Schotse bestuurlijke gebied Midlothian zo'n vijftien kilometer ten zuidoosten van Edinburgh.
Het dorp heeft zijn naam van de brug over de Gore, een zijrivier van de South Esk. In Gorebridge werd in 1794 de Stobsmill geopend, de eerste kruitmolen in Schotland. De molen, en de aanmaak van buskruit werd stopgezet in 1875. In de jaren 1860 werd een kolenmijn geopend, de Emily Pit. Door de toestroom van mijnwerkers groeide het dorp en werd een spoorlijn aangelegd voor het transport van de steenkool. De Emily Pit en de Gore Pit (een later geopende kolenmijn) fuseerden tot de Arniston-mijn die in 1962 werd gesloten. De spoorlijn werd in 1969 gesloten en in 2015 heropend.
De A7 volgt een boog rond het dorp ten westen van de dorpskern. Drie kilometer ten oosten van het dorp ligt Crichton Castle.

## Geboren
- Charlie Aitken (1932-2008), voetballer
- Annette Crosbie (1934), actrice